# 神藏孝之
神蔵 孝之（かみくら たかゆき、1956年3月1日 - ）は、日本の実業家。イマジニア株式会社代表取締役会長。

## 略歴
東京都出身。東京都立新宿高等学校を経て1980年に早稲田大学商学部卒業後、松下幸之助が創設した財団法人松下政経塾に第2期生として入塾する。同期生に山田宏、松原仁、長浜博行、河内山哲朗、海老根靖典らがいる。
早くから政治家を目指して活動していたが、サービス業務でしかないという現実を目の当たりにし、政治に見切りをつける。その一方で松下塾主より直接指導を受け、「無から有を生み出す」商売の面白さを実感し、実業家へ方向転換する。
1984年松下政経塾を卒塾。その後、三澤千代治の支援を受けてイマジニア株式会社を設立。代表取締役社長に就任する。「人のやらないことをやる」という信念から、「株式必勝学」「シムシティ」「合格ボーイ」など教育やエンターテインメントの分野における新機軸のヒットソフトを次々と世に送り出す。
1996年株式店頭に登録。創業10年目にして株式公開を果たす。
2001年軸事業をパッケージソフトからモバイルインターネットへ大幅転換。事業戦略、組織、ルール、スキル、風土に至まで徹底的に改革を断行し、成功に導く。
2003年松下政経塾の評議員に就任し、後輩の育成にも努めている。
写真家の神蔵美子は実妹。